# Sjørup
Sjørup is een plaats in de Deense regio Midden-Jutland, gemeente Viborg. De plaats telt 302 inwoners (2008).